# Alchemilla gigantodus
Alchemilla gigantodus är en rosväxtart som beskrevs av Fröhner. Alchemilla gigantodus ingår i släktet daggkåpor, och familjen rosväxter. Inga underarter finns listade i Catalogue of Life.